# Arheološko nalazište Bušin-Bežanec
Arheološki lokalitet Bušin-Bežanec je nalazište na lokaciji Valentinovo, grad Pregrada, zaštićeno kulturno dobro.

## Opis dobra
Arheološko nalazište „Bušin-Bežanec“ nalazi se u sjevernom dijelu naselja Valentinovo, nedaleko od državne ceste DC 206. Smješteno je na prirodno uzvišenom platou od 199,3 m n/v, iznad zaštićenog kulturnog dobra „Dvorac Bežanec“ (Z-2228), na strateškom položaju s kojeg se moglo djelomično kontrolirati doline potoka Plemenšćine i Kosteljine. Lokalitet je otkriven prilikom rekognosciranja terena za potrebe izrade Studije o utjecaju na okoliš 2014. godine. Tom je prilikom s površine položaja prikupljeno više od 220 komada cijepanog litičkog materijala različitih vrsta kamena: rožnjaka, kvarcita, kalcedona i tufa. U nedostatku inih pokretnih arheoloških nalaza (ulomaka keramike i dr.) te većeg broja nalaza koji bi upućivali na mezolitičku tradiciju, nalazište se preliminarno datira u razdoblje postmezolitika.

## Zaštita
Pod oznakom P-5318 zavedena je kao zaštićeno kulturno dobro - pojedinačno, pravna statusa zaštićena kulturnog dobra, klasificirano kao "arheološka kulturna baština".